# 한화투자증권

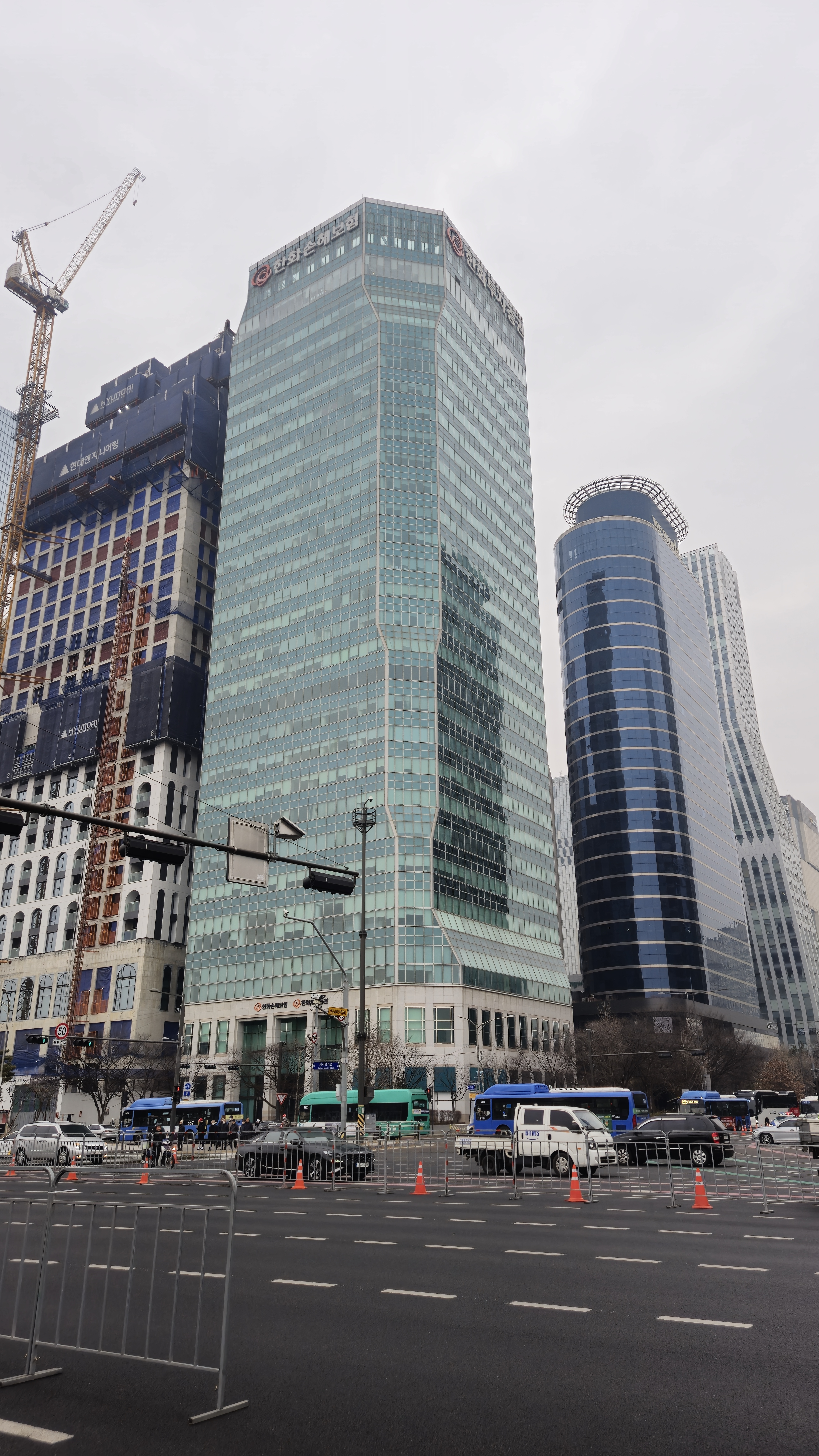
여의대로 56, 한화손해보험빌딩(한화투자증권)

한화투자증권(韓華投資證券)은 한화그룹 계열사의 증권회사이다.

## 연혁
- 1962. 7 성도증권으로 설립
- 1976. 5 한국화약그룹에서 인수
- 1977. 11 사명을 성도증권에서 제일증권으로 변경
- 1985. 11 한국증권거래소 상장
- 1989. 8 뉴욕사무소 설치
- 1992. 3 도쿄사무소 설치
- 1993. 1 그리스 은행 인수
- 1996. 1 헝가리 은행 인수
- 1996. 10 사명을 제일증권에서 한화증권으로 변경
- 2003. 3 중국 상하이 사무소 개설
- 2010. 6 푸르덴셜투자증권 및 푸르덴셜자산운용 인수
- 2012. 9 한화증권에서 한화투자증권으로 상호 변경
- 2017. 12 한화인베스트먼트 영업 양수
- 2019. 12 베트남 Pinetree증권 출범
- 2020. 12 싱가포르 Pinetree증권 출범
- 2021. 7 ESG위원회 신설[2]

## 역대 대표이사
- 박승협 (1976~1977)
- 김동준 (1977~1979)
- 배종승 (1979~1981)
- 이찬인 (1981~1987)
- 안상국 (1987~1991)
- 이진우 (1991~1994)
- 박두용 (1994~1997)
- 김재룡 (1997~1999)
- 진영욱 (1999~2003)
- 안창희 (2003~2005)
- 진수형 (2005~2008)
- 이용호 (2008~2011)
- 임일수 (2011~2013)
- 주진형 (2013~2016)
- 여승주 (2016~2017)
- 권희백 (2017~2023)
- 한두희 (2023~)

## 같이 보기
- 한화그룹